# Bogajo
Bogajo település Spanyolországban, Salamanca tartományban. Bogajo Cerralbo, Yecla de Yeltes, Villavieja de Yeltes, Fuenteliante és Olmedo de Camaces községekkel határos. Lakosainak száma 129 fő (2024).

## Népesség
A település népessége az elmúlt években az alábbi módon változott:
| Lakosok száma | 201  | 196  | 175  | 166  | 150  | 144  | 141  | 134  | 136  | 129  |
|               | 2001 | 2004 | 2007 | 2009 | 2012 | 2014 | 2017 | 2019 | 2022 | 2024 |